# Дарйа Имад-шах
Дарйа Имад-шах (? — 1561) — третий султан Берар из династии Имад-шахов (1529—1561), сын и преемник Ала-ад-дина Имад-шаха.

## Биография
Представитель династии Имад-шахов. В 1529/1530 году после смерти своего отца Ала-ад-дина Имад-шаха, второго султана Берара (1510—1530), Дарйа унаследовал султанский престол Берара.
В 1542 году султан Ахмаднагара Бурхан Низам-шах и его союзник, бидарский султан Амир Барид-шах, воспользовавшись столкновением между Ибрагимом Адил-шахом, султаном Биджапура, и его визирем Асад-ханом Лари, вторглись в Биджапурский султанат и осадили его столицу. Ибрагим Адил-шах обратился за помощью к султану Берара Дарйе, который со своим войском заставил султанов Ахмаднагара и Бидара снять осаду с Биджапура и просить мира. В 1543 году Дарйа выдал свою сестру Рабию замуж за биджапурского султана Ибрагима Адил-шаха. С другой стороны, чтобы не раздражать султана Ахмаднагара Бурхан Низам-шаха, выдал свою дочь Биби Даулат замуж за Хусейна Низам-шаха, наследника ахмаднагарского престола.
В 1544 году возникли разногласия между султаном Берара Дарйей Имад-шахом и султаном Биджапура Ибрагимом Адил-шахом. Ахмаднагарский султан Бурхан Низам-шах в союзе с правителем Виджаянагарской империи Рамарайя Аравиду и султаном Голконды вторгся в Биджапурский султанат. Берарский султан Дарйа Имад-шах прибыл на помощь своему зятю Ибрагиму Адил-шаху.
В 1553 году скончался султан Ахмаднагара Бурхан Низам-шах. Ему наследовал его сын Хусейн Низам-шах, женатый на дочери Дарйи Имад-шаха. В Бераре при дворе Дарйи нашли убежище крупные ахмаднагарские феодалы Абд аль-Кадир и Сайф Айн аль-Мульк, главнокомандующий армией Ахмаданагара, которые не пользовались доверием нового султана. Дарйа Имад-шах оказался втянут в войну между Биджапурским и Ахмаднагарским султанатами. В битве при Солапуре Дарйа командовал правым флагом союзной армии.
В 1561 году после смерти Дарйи Имад-шаха ему наследовал его трехлетний сын Бурхан Имад-шах, правивший в 1561—1574 годах .

## Дети
- Бурхан Имад-шах (1558—1574), четвертый султан Берара (1561—1568)[2]
- Даулат Шах Бегум, замужем за Хусейном Низам-шахом I, султаном Ахмаднагара (1553—1565)[3]
- Дочь, замужем Абдул-Кадиром, сыном Бурхана Низам-шаха I (1509—1553)[4].